# بير غولبراندسن
بير غولبراندسن (بالنرويجية البوكمول: Per Gulbrandsen)‏ هو مجدف نرويجي، ولد في 18 يوليو 1897 في كريستيانية في النرويج، وتوفي في 2 نوفمبر 1963 في أوسلو في النرويج.

## وصلات خارجية
- بير غولبراندسن على موقع الاتحاد الدولي للتجديف (الإنجليزية)
- بير غولبراندسن على موقع اللجنة الأولمبية الدولية (الإنجليزية)
- بير غولبراندسن على موقع أوليمبيديا (الإنجليزية)